# قمری زمینی رخ‌برهنه
قمری زمینی رخ‌برهنه (نام علمی: Metriopelia ceciliae) گونه‌ای از پرندگان خانواده کبوتران (Columbidae) است که در آرژانتین، بولیوی، شیلی و پرو یافت می‌شود.